# Canadian Open (singolare maschile)
Questo è un elenco delle finali del singolare maschile del Canadian Open. Il cecoslovacco Ivan Lendl detiene il record di vittorie con 6 trofei.
| Anno       | Vincitore                             | Finalista                             | Punteggio                             |
| ---------- | ------------------------------------- | ------------------------------------- | ------------------------------------- |
| 1881       | Isidore F. Hellmuth                   | W.H. Young                            | 6–2, 6–2                              |
| 1882       | Harry D. Gamble                       | Isidore F. Hellmuth                   | 6–2, 6–3, 6–2                         |
| 1883       | Charles H. Farnum                     | Charles S. Hyman                      | 6–3, 6–3, 0–6, 6–0                    |
| 1884       | Charles S. Hyman (1)                  | Alexander C. Galt                     | 8–6, 6–8, 4–6, 6–4, 6–2               |
| 1885       | Joseph Clark                          | Isidore F. Hellmuth                   | 6–3, 3–6, 6–1, 6–2                    |
| 1886       | Charles S. Hyman (2)                  | Isidore F. Hellmuth                   | 6–4, 6–4, 1–6, 4–6, 6–4               |
| 1887       | Charles S. Hyman (3)                  | Lawrence H. Baldwin                   | 6–0, 6–3, 6–3                         |
| 1888       | Charles S. Hyman (4)                  | R.O.S. Wood                           | 7–5, 8–6, 6–4                         |
| 1889       | Charles S. Hyman (5)                  | Andrew E. Plummer                     | 6–4, 7–5, 6–4                         |
| 1890       | Edward E. Tanner                      | Oliver Richard Macklem                | 6–4, 6–3, 6–2                         |
| 1891       | Fred S. Mansfield                     | Edward E. Tanner                      | 6–1, 6–1, 6–1                         |
| 1892       | Frederick Hovey                       | Henry G. Bixby                        | 6–2, 6–0, 1–6, 6–1                    |
| 1893       | Harry E. Avery                        | Henry Gordon Mackenzie                | 4–6, 4–6, 6–3, 6–1, 6–3               |
| 1894       | Robert W. Pardo Matthews              | Harry E. Avery                        | 3–6, 6–0, 2–6, 6–4, 6–2               |
| 1895       | William Larned (1)                    | Arthur E. Foote                       | 6–1, 6–4, 6–2                         |
| 1896       | Robert Wrenn                          | Edwin P. Fischer                      | 6–1, 6–3, 7–5                         |
| 1897       | Leonard Ware (1)                      | Edwin P. Fischer                      | 8–6, 6–1, 6–3                         |
| 1898       | Leonard Ware (2)                      | Malcolm D. Whitman                    | 6–8, 6–2, 6–4, 6–2                    |
| 1899       | Malcolm D. Whitman (1)                | Leonard Ware                          | 6–2, 6–3, 6–4                         |
| 1900       | Malcolm D. Whitman (2)                | William Larned                        | 7–5, 3–6, 6–3, 1–6, 7–5               |
| 1901       | William Larned (2)                    | Beals Coleman Wright                  | 6–4, 6–4, 6–2                         |
| 1902       | Beals Coleman Wright (1)              | Irving Christian Wright               | 6–3, 6–3, 3–6, 6–1                    |
| 1903       | Beals Coleman Wright (2)              | Edgar Leonard                         | 8–6, 6–3, 6–4                         |
| 1904       | Beals Coleman Wright (3)              | Louis Harold Waidner                  | 6–1, 6–2, 6–3                         |
| 1905       | Non disputato                         | Non disputato                         | Non disputato                         |
| 1906       | Irving Christian Wright               | Edwin P. Fischer                      | 6–1, 6–3, 6–1                         |
| 1907       | James F. Foulkes (1)                  | Ralph Burns                           | 6–3, 6–8, 6–3, 6–4                    |
| 1908       | Thomas Y. Sherwell (1)                | James F. Foulkes                      | 6–4, 6–1, 6–2                         |
| 1909       | James F. Foulkes (2)                  |                                       |                                       |
| 1910       | James F. Foulkes (3)                  | Robert Baird                          | 2–6, 6–1, 6–2, 4–6, 6–2               |
| 1911       | Bernard P. Schwengers (1)             | Robert Baird                          | 13–11, 6–2, 6–4                       |
| 1912       | Bernard P. Schwengers (2)             | Joseph C. Tyler                       | 6–2, 3–6, 6–3, 7–5                    |
| 1913       | Robert Baird                          | Ralph Burns                           | 6–2, 6–0, 4–6, 6–1                    |
| 1914       | Thomas Y. Sherwell (2)                | Robert Baird                          | 4–6, 6–2, 6–3, 6–3                    |
| 1915- 1918 | Non disputato                         | Non disputato                         | Non disputato                         |
| 1919       | Seiichiro Kashio                      | Walter K. Wesbrook                    | 3–6, 6–3, 6–1, 11–9                   |
| 1920       | Paul Bennett                          | William LeRoy Rennie                  | 6–3, 7–5, 6–4                         |
| 1921       | Wallace J. Bates                      | Edmund Levy                           | 4–6, 6–4, 6–2, 6–3                    |
| 1922       | Frank Anderson                        | Robert Baird                          | 6–3, 6–4, 6–3                         |
| 1923       | William LeRoy Rennie                  | W.H. Richards                         | 6–2, 6–3, 6–3                         |
| 1924       | George M. Lott                        | Cyril Andrewes                        | 6–3, 7–5, 6–1                         |
| 1925       | Willard F. Crocker                    | Wallace Scott                         | 4–6, 9–7, 18–16, 6–2                  |
| 1926       | Leon de Turenne                       | Wallace Scott                         | 6–4, 6–3, 6–0                         |
| 1927       | Jack Wright (1)                       | Leon de Turenne                       | 7–5, 8–6, 6–3                         |
| 1928       | Wilmer Allison                        | John Van Ryn                          | 6–2, 6–4, 6–3                         |
| 1929       | Jack Wright (2)                       | Frank Shields                         | 6–4, 6–4, 1–6, 7–5                    |
| 1930       | George Lyttleton Rogers               | Gilbert Nunns                         | 6–4, 8–6, 6–8, 9–7                    |
| 1931       | Jack Wright (3)                       | Gilbert Nunns                         | 6–3, 6–4, 6–2                         |
| 1932       | Frank Parker (1)                      | George M. Lott                        | 2–6, 6–1, 7–5, 6–2                    |
| 1933       | John Murio                            | Walter Martin                         | 6–3, 4–6, 4–6, 6–2, 6–2               |
| 1934       | Marcel Rainville                      | Harold Surface                        | 6–4, 7–5, 6–0                         |
| 1935       | Eugene Smith                          | Richard Bennett                       | 8–6, 6–2, 7–5                         |
| 1936       | Jack Tidball                          | John Murio                            | 8–6, 6–2, 6–2                         |
| 1937       | Walter Senior                         | Robert Murray                         | 2–6, 6–2, 6–3, 3–6, 6–2               |
| 1938       | Frank Parker (2)                      | Wilmer Allison                        | 6–2, 6–2, 9–7                         |
| 1939       | P. Morley Lewis (1)                   | Robert Maden                          | 6–2, 6–2, 6–3                         |
| 1940       | Don McDiarmid                         | Lewis Duff                            | 6–1, 7–5, 6–2                         |
| 1941- 1945 | Non disputato                         | Non disputato                         | Non disputato                         |
| 1946       | P. Morley Lewis (2)                   | Don McDiarmid                         | 2–6, 8–6, 6–4, 6–4                    |
| 1947       | Jimmy Evert                           | Emery Neale                           | 2–6, 6–3, 5–7, 6–1, 6–2               |
| 1948       | William Tully                         | Henri Rochon                          | 6–4, 7–5, 6–0                         |
| 1949       | Henri Rochon                          | Lorne Main                            | 6–3, 6–4, 4–6, 6–2                    |
| 1950       | Brendan Macken                        | Henri Rochon                          | 6–0, 6–0, 6–3                         |
| 1951       | Tony Vincent                          | Seymour Greenberg                     | 7–9, 7–5, 7–5, 6–2                    |
| 1952       | Richard Savitt                        | Kurt Nielsen                          | 6–1, 6–0, 6–1                         |
| 1953       | Mervyn Rose                           | Rex Hartwig                           | 6–3, 6–4, 6–2                         |
| 1954       | Bernard Bartzen                       | Kosei Kamo                            | 6–4, 6–0, 6–3                         |
| 1955       | Robert Bédard (1)                     | Henri Rochon                          | 8–6, 6–2, 6–1                         |
| 1956       | Noel Brown                            | Don Fontana                           | 6–0, 2–6, 6–3, 6–3                    |
| 1957       | Robert Bédard (2)                     | Ramanathan Krishnan                   | 6–1, 1–6, 6–2, 6–4                    |
| 1958       | Robert Bédard (3)                     | Whitney Reed                          | 6–0, 6–3, 6–3                         |
| 1959       | Reynaldo Garrido                      | Orlando Garrido                       | 6–4, 1–6, 6–4, 6–1                    |
| 1960       | Ladislav Legenstein                   | Warren Woodcock                       | 6–2, 6–2, 7–5                         |
| 1961       | Whitney Reed (1)                      | Mike Sangster                         | 3–6, 6–0, 6–4, 6–2                    |
| 1962       | Juan Manuel Couder                    | Sean Frost                            | 6–3, 6–4, 6–3                         |
| 1963       | Whitney Reed (2)                      | Kyle Carpenter                        | 6–2, 6–4, 6–4                         |
| 1964       | Roy Emerson                           | Fred Stolle                           | 2–6, 4–6, 6–4, 6–3, 6–4               |
| 1965       | Ronald Holmberg                       | Lester Sack                           | 4–6, 4–6, 6–4, 6–2, 6–2               |
| 1966       | Allen Fox                             | Allan Stone                           | 6–4, 6–4, 6–3                         |
| 1967       | Manuel Santana                        | Roy Emerson                           | 6–1, 10–8, 6–4                        |
| 1968       | Ramanathan Krishnan                   | Torben Ulrich                         | 6–3, 6–0, 7–5                         |
| 1969       | Cliff Richey                          | Earl Butch Buchholz                   | 6–4, 5–7, 6–4, 6–0                    |
| 1970       | Rod Laver                             | Roger Taylor                          | 6–0, 4–6, 6–3                         |
| 1971       | John Newcombe                         | Tom Okker                             | 7–6, 3–6, 6–2                         |
| 1972       | Ilie Năstase                          | Andrew Pattison                       | 6–4, 6–3                              |
| 1973       | Tom Okker                             | Manuel Orantes                        | 6–3, 6–2, 6–1                         |
| 1974       | Guillermo Vilas (1)                   | Manuel Orantes                        | 6–4, 6–2, 6–3                         |
| 1975       | Manuel Orantes                        | Ilie Năstase                          | 7–6, 6–0, 6–1                         |
| 1976       | Guillermo Vilas (2)                   | Wojciech Fibak                        | 6–4, 7–6, 6–2                         |
| 1977       | Jeff Borowiak                         | Jaime Fillol                          | 6–0, 6–1                              |
| 1978       | Eddie Dibbs                           | José Luis Clerc                       | 5–7, 6–4, 6–1                         |
| 1979       | Björn Borg                            | John McEnroe                          | 6–3, 6–3                              |
| 1980       | Ivan Lendl (1)                        | Björn Borg                            | 4–6, 5–4 rit.                         |
| 1981       | Ivan Lendl (2)                        | Eliot Teltscher                       | 6–3, 6–2                              |
| 1982       | Vitas Gerulaitis                      | Ivan Lendl                            | 4–6, 6–1, 6–3                         |
| 1983       | Ivan Lendl (3)                        | Anders Järryd                         | 6–2, 6–2                              |
| 1984       | John McEnroe (1)                      | Vitas Gerulaitis                      | 6–0, 6–3                              |
| 1985       | John McEnroe (2)                      | Ivan Lendl                            | 7–5, 6–3                              |
| 1986       | Boris Becker                          | Stefan Edberg                         | 6–4, 3–6, 6–3                         |
| 1987       | Ivan Lendl (4)                        | Stefan Edberg                         | 6–4, 7–6                              |
| 1988       | Ivan Lendl (5)                        | Kevin Curren                          | 7–6, 6–2                              |
| 1989       | Ivan Lendl (6)                        | John McEnroe                          | 6–1, 6–3                              |
| 1990       | Michael Chang                         | Jay Berger                            | 4–6, 6–3, 7–6(3)                      |
| 1991       | Andrej Česnokov                       | Petr Korda                            | 3–6, 6–4, 6–3                         |
| 1992       | Andre Agassi (1)                      | Ivan Lendl                            | 3–6, 6–2, 6–0                         |
| 1993       | Mikael Pernfors                       | Todd Martin                           | 2–6, 6–2, 7–5                         |
| 1994       | Andre Agassi (2)                      | Jason Stoltenberg                     | 6–4, 6–4                              |
| 1995       | Andre Agassi (3)                      | Pete Sampras                          | 3–6, 6–2, 6–3                         |
| 1996       | Wayne Ferreira                        | Todd Woodbridge                       | 6–2, 6–4                              |
| 1997       | Chris Woodruff                        | Gustavo Kuerten                       | 7–5, 4–6, 6–3                         |
| 1998       | Patrick Rafter                        | Richard Krajicek                      | 7–6(3), 6–4                           |
| 1999       | Thomas Johansson                      | Evgenij Kafel'nikov                   | 1–6, 6–3, 6–3                         |
| 2000       | Marat Safin                           | Harel Levy                            | 6–2, 6–3                              |
| 2001       | Andrei Pavel                          | Patrick Rafter                        | 7–6(3), 2–6, 6–3                      |
| 2002       | Guillermo Cañas                       | Andy Roddick                          | 6–4, 7–5                              |
| 2003       | Andy Roddick                          | David Nalbandian                      | 6–1, 6–3                              |
| 2004       | Roger Federer (1)                     | Andy Roddick                          | 7–5, 6–3                              |
| 2005       | Rafael Nadal (1)                      | Andre Agassi                          | 6–3, 4–6, 6–2                         |
| 2006       | Roger Federer (2)                     | Richard Gasquet                       | 2–6, 6–3, 6–2                         |
| 2007       | Novak Đoković (1)                     | Roger Federer                         | 7–6(2), 2–6, 7–6(2)                   |
| 2008       | Rafael Nadal (2)                      | Nicolas Kiefer                        | 6–3, 6–2                              |
| 2009       | Andy Murray (1)                       | Juan Martín del Potro                 | 6(2)–7, 7–6(3), 6–1                   |
| 2010       | Andy Murray (2)                       | Roger Federer                         | 7–5, 7–5                              |
| 2011       | Novak Đoković (2)                     | Mardy Fish                            | 6–2, 3–6, 6–4                         |
| 2012       | Novak Đoković (3)                     | Richard Gasquet                       | 6–3, 6–2                              |
| 2013       | Rafael Nadal (3)                      | Milos Raonic                          | 6–2, 6–2                              |
| 2014       | Jo-Wilfried Tsonga                    | Roger Federer                         | 7–5, 7–6(3)                           |
| 2015       | Andy Murray (3)                       | Novak Đoković                         | 6–4, 4–6, 6–3                         |
| 2016       | Novak Đoković (4)                     | Kei Nishikori                         | 6–3, 7–5                              |
| 2017       | Alexander Zverev                      | Roger Federer                         | 6–3, 6–4                              |
| 2018       | Rafael Nadal (4)                      | Stefanos Tsitsipas                    | 6–2, 7–6(4)                           |
| 2019       | Rafael Nadal (5)                      | Daniil Medvedev                       | 6–3, 6–0                              |
| 2020       | Annullato per pandemia di Coronavirus | Annullato per pandemia di Coronavirus | Annullato per pandemia di Coronavirus |
| 2021       | Daniil Medvedev                       | Reilly Opelka                         | 6–4, 6–3                              |
| 2022       | Pablo Carreño Busta                   | Hubert Hurkacz                        | 3–6, 6–3, 6–3                         |
| 2023       | Jannik Sinner                         | Alex de Minaur                        | 6–4, 6–1                              |
| 2024       | Alexei Popyrin                        | Andrej Rublëv                         | 6–2, 6–4                              |
| 2025       | Ben Shelton                           | Karen Chačanov                        | 6(5)–7, 6–4, 7–6(3)                   |